# Grégory Alldritt
Grégory Alldritt (Toulouse, 23 de marzo de 1997) es un jugador Francés de rugby que se desempeña como Octavo. Actualmente juega para el club de Stade La Rochelle y en el XV del gallo. 

## Biografía
Los ascendentes de Alldritt tienen cierta peculiaridad ya que su padre es un escocés nacido en Kenia con orígenes escandinavos y su madre es franco-italiana, de este modo Aldritt decidió mantener la doble nacionalidad franco-británica al igual que sus dos hermanos.

## Carrera

### Clubes
Aldritt empezó a jugar a rugby en las categorías inferiores del Condom para pasar a la academia del FC Auch equipo con el que debutó en 2016 en Federal 1 en un partido contra Oloron. En Auch coincidiría en categorías inferiores con Antoine Dupont, jugador con el que coincidiría años más tarde en la selección francesa.
Debido al notable desempeño que hizo en Auch, La Rochelle le firma en su primer año como profesional, lo cual le hace debutar en la Champions Cup, donde La Rochelle quedó primero en la fase de grupos pero no pudo superar a Scarlets en el cruce de octavos.
Al año siguiente llegan a la final de la European Rugby Challenge Cup 2018-19 que pierde por el resultado de 36-16 ante ASM Clermont

### Internacional
Gracias a su buen desempeño con La Rochelle, Aldritt es seleccionado en 2019  por primera vez con Francia para formar parte del equipo que jugaría el Torneo de las Seis Naciones 2019, donde debutó en la primera jornada del torneo donde Francia jugaba de local ante Wales. Aldritt entró a falta de diez minutos reemplazando a Louis Picamoles en el partido que perdieron por el resultado de 19-24
| Mundial                       | Sede    | Resultado        | PJ | Tries |
| ----------------------------- | ------- | ---------------- | -- | ----- |
| Copa Mundial de Rugby de 2019 | Japón   | Cuartos de final | 4  | 0     |
| Copa Mundial de Rugby de 2023 | Francia | Cuartos de final | 4  | 0     |

## Palmarés y distinciones notables
Copa de Campeones Europeos de Rugby 2021-2022